# Такиев, Мади Токешович
Мади Токешович Такиев (каз. Мәди Төкешұлы Такиев; род. 1 апреля 1978, Балхашский район, Алма-Атинская область) — казахстанский политик, юрист. Министр финансов Республики Казахстан с 6 февраля 2024 года.

## Образование
Родился 1 апреля 1978 года в с. Баканас Балхашского района Алматинской области.
Образование высшее, в 1998 году окончил Казахскую государственную академию управления по специальности «Бухгалтерский учёт и аудит».
В 2005 году окончил Гуманитарный университет им Д. Кунаева по специальности «Юриспруденция».
В 2011 году получил диплом Магистра делового администрирования Университета Международного Бизнеса.
Женат, имеет трёх сыновей.
Государственные награды: «Ерен еңбегі үшін», орден «Құрмет», а также юбилейные медали и ведомственные награды.

## Карьера
Трудовую деятельность начал в 1998 году главным бухгалтером Института государства и права Министерства науки-Академии наук РК.
В 2000—2008 годах — инспектор, ведущий, главный налоговый инспектор, начальник отделов по работе с СМП, аудита Налогового комитета по г. Алматы.
В 2008—2009 годах — начальник Управления администрирования акцизов Налогового департамента по Алматинской области.
В 2009—2012 годах — заместитель начальника Налогового департамента по г. Алматы.
В 2012—2013 годах — начальник управления Налогового комитета МФ РК.
В 2013—2014 годах — директор Департамента налоговой и таможенной политики Министерства национальной экономики РК.
В 2014 году — главный консультант Социально-экономического отдела Канцелярии Премьер-Министра РК.
В 2014—2017 годах — руководитель Департамента государственных доходов по Атырауской области.
В 2017—2019 годах — директор Департамента налогового контроля Комитета государственных доходов Министерства финансов РК.
С 12 марта 2019 по 24 сентября 2020 года — вице-министр национальной экономики РК.
В 2020—2023 годах — заведующий отделом Социально-экономического мониторинга Администрации президента РК.
С марта 2023 по 6 февраля 2024 года — депутат Мажилиса Парламента РК VII созыва, Председатель Комитета по финансам и бюджету Мажилиса Парламента РК, член Фракции партии «AMANAT» в Мажилисе Парламента РК.
С 6 февраля 2024 года — министр финансов Республики Казахстан.